# Granville Leveson-Gower (1er comte Granville)
Pour les articles homonymes, voir Granville Leveson-Gower.
Granville Leveson-Gower (1773-1846), aussi connu Lord Granville Leveson-Gower, créé suo jure vicomte puis comte Granville,
est politique et diplomate britannique d'origine noble.

## Biographie

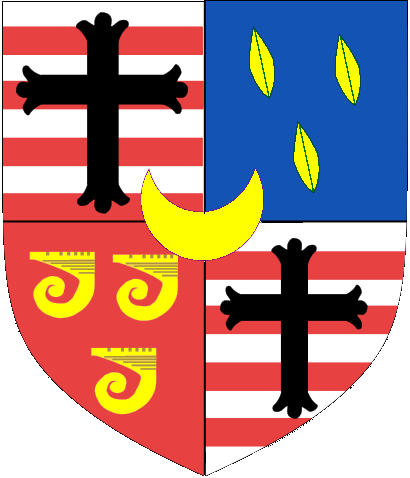
Armes des comtes Granville

Fils cadet de Granville Leveson-Gower (1er marquis de Stafford), son frère, qui succède aux titres familiaux, est avancé duc de Sutherland en 1833, la même année de la création du comté Granville.
Étudiant au Christ Church à Oxford, il est élu en 1795 député à la Chambre des communes, puis en 1809 nommé secrétaire d'État à la Guerre.

Plaque des GCB

Ambassadeur britannique à Saint-Pétersbourg deux fois entre 1804 et 1807, le roi George IV le nomme ambassadeur à La Haye en 1823. Chevalier du Bain depuis 1825, il résidait à Paris en tant qu'ambassadeur, nommé deux fois par le roi Guillaume IV entre 1830 et 1841.